# Rymbek Iljaszew
Rymbek Iljaszewicz Iljaszew (kaz. Рымбек Ільияшұлы Ільияшев, ur. 1 maja 1910 w obwodzie semipałatyńskim, zm. 9 grudnia 1993) – radziecki i kazachski polityk, przewodniczący Komitetu Wykonawczego Rady Obwodowej w Ałma-Acie (1952-1956), I sekretarz Komitetu Obwodowego Komunistycznej Partii Kazachstanu w Ałma-Acie (1956-1957).
Ukończył technikum drogowe w Semipałatyńsku, od 1925 sekretarz komitetu Komsomołu kombinatu mięsnego w Semipałatyńsku, zastępca sekretarza Komitetu Miejskiego Komsomołu w Semipałatyńsku, sekretarz rejonowego komitetu Komsomołu w obwodzie wschodniokazachstańskim. Od 1937 w WKP(b), 1938-1940 zastępca przewodniczącego Komitetu Wykonawczego Rady Miejskiej Semipałatyńska, 1940-1941 I sekretarz rejonowego komitetu Komunistycznej Partii (bolszewików) Kazachstanu, 1941-1946 II sekretarz Komitetu Obwodowego KP(b)K w Semipałatyńsku. Od 1946 zastępca sekretarza KC KP(b)K ds. handlu, 1948 kierownik Wydziału KC KP(b)K, 1948-1950 I sekretarz Komitetu Obwodowego KP(b)K w Aktiubińsku, 1950-1952 przewodniczący Komitetu Wykonawczego Rady Miejskiej w Ałma-Acie. Od 1952 do stycznia 1956 przewodniczący Komitetu Wykonawczego Rady Obwodowej w Ałma-Acie, 1954 zaocznie ukończył Wyższą Szkołę Partyjną przy KC KPZR, od stycznia 1956 do maja 1957 I sekretarz Komitetu Obwodowego KP(b)K w Ałma-Acie. Od maja 1957 do 1962 minister handlu Kazachskiej SRR, 1962-1971 przewodniczący Zarządu Kazachskiego Republikańskiego Związku Spółdzielni Spożywców, 1971-1985 zastępca kierownika trustu, następnie na emeryturze. Odznaczony dwoma Orderami Lenina i trzema Orderami Czerwonego Sztandaru Pracy.